# Walckenaeria cucullata
Walckenaeria cucullata là một loài nhện trong họ Linyphiidae. Chúng được Carl Ludwig Koch miêu tả năm 1836.